# Terminalia crispialata
Terminalia crispialata är en tvåhjärtbladig växtart som först beskrevs av Adolpho Ducke, och fick sitt nu gällande namn av Alwan och C.A. Stace. Terminalia crispialata ingår i släktet Terminalia och familjen Combretaceae. Inga underarter finns listade i Catalogue of Life.